# Ozimops loriae
Ozimops loriae is een vleermuis uit het geslacht Ozimops die voorkomt op Nieuw-Guinea, waar hij slechts bekend is van open bos in de Central Province (Papoea-Nieuw-Guinea). Een aantal Australische populaties werd voorheen ook in deze soort geplaatst als de ondersoorten cobourgianus Johnson, 1959 en ridei Felten, 1964. Die populaties worden nu opgevat als aparte soorten, Ozimops cobourgianus en Ozimops ridei, waarvan de grenzen niet overeenkomen met die van de vroegere ondersoorten.

## Kenmerken
Deze soort is wat kleiner dan de andere Nieuw-Guinese soort, Ozimops beccarii, heeft een lichtere vacht, en het gezicht is wat meer gerimpeld. De kop-romplengte bedraagt 44,3 tot 50,4 mm, de staartlengte 27,1 tot 30,6 mm, de voorarmlengte 31,4 tot 34,5 mm, de tibialengte 10,3 tot 11,1 mm en de oorlengte 10,8 tot 12,1 mm (gebaseerd op negen exemplaren).